# Banarhat Tea Garden
Banarhat Tea Garden là một thị trấn thống kê (census town) của quận Jalpaiguri thuộc bang Tây Bengal, Ấn Độ.

## Nhân khẩu
Theo điều tra dân số năm 2001 của Ấn Độ, Banarhat Tea Garden có dân số 14.431 người. Phái nam chiếm 52% tổng số dân và phái nữ chiếm 48%. Banarhat Tea Garden có tỷ lệ 55% biết đọc biết viết, thấp hơn tỷ lệ trung bình toàn quốc là 59,5%: tỷ lệ cho phái nam là 63%, và tỷ lệ cho phái nữ là 47%. Tại Banarhat Tea Garden, 14% dân số nhỏ hơn 6 tuổi.